# Stenotabanus pumiloides
Stenotabanus pumiloides är en tvåvingeart som först beskrevs av Samuel Wendell Williston  1901.  Stenotabanus pumiloides ingår i släktet Stenotabanus och familjen bromsar. Inga underarter finns listade i Catalogue of Life.